# Höfn
Höfn (język islandzki "port") – miasto na południowo-wschodnim wybrzeżu Islandii, siedziba gminy Hornafjörður, położone na półwyspie między zatokami Hornafjörður i Skarðsfjörður. W 2015 r. zamieszkiwało je 1665 mieszk, a w 2018 r. - 1677 mieszk.
Miasto rozwinęło się w XX w. z niewielkiej wsi dzięki portowi rybackiemu. Podstawą utrzymania jest rybołówstwo i przetwórstwo ryb. Handel w Höfn rozwinął się w 1897 r. Jest siedzibą firmy Víkingaeyjan, specjalizującej się w produkcji wyrobów artystycznych, głównie z drewna. Miasto jest również odwiedzane przez turystów, ponieważ w pobliżu niego przebiega droga krajowa nr 1. 
Znajdują się tutaj dwa muzea:
- Gamlabúd, regionalne muzeum ludowe
- Pakkhúsið, regionalne muzeum morskie

W pobliżu Höfn na uwagę zasługują:
- Drugi co do powierzchni lodowiec Europy Vatnajökull
- Rezerwat przyrody Lónsörœfi

## Galeria

Höfn
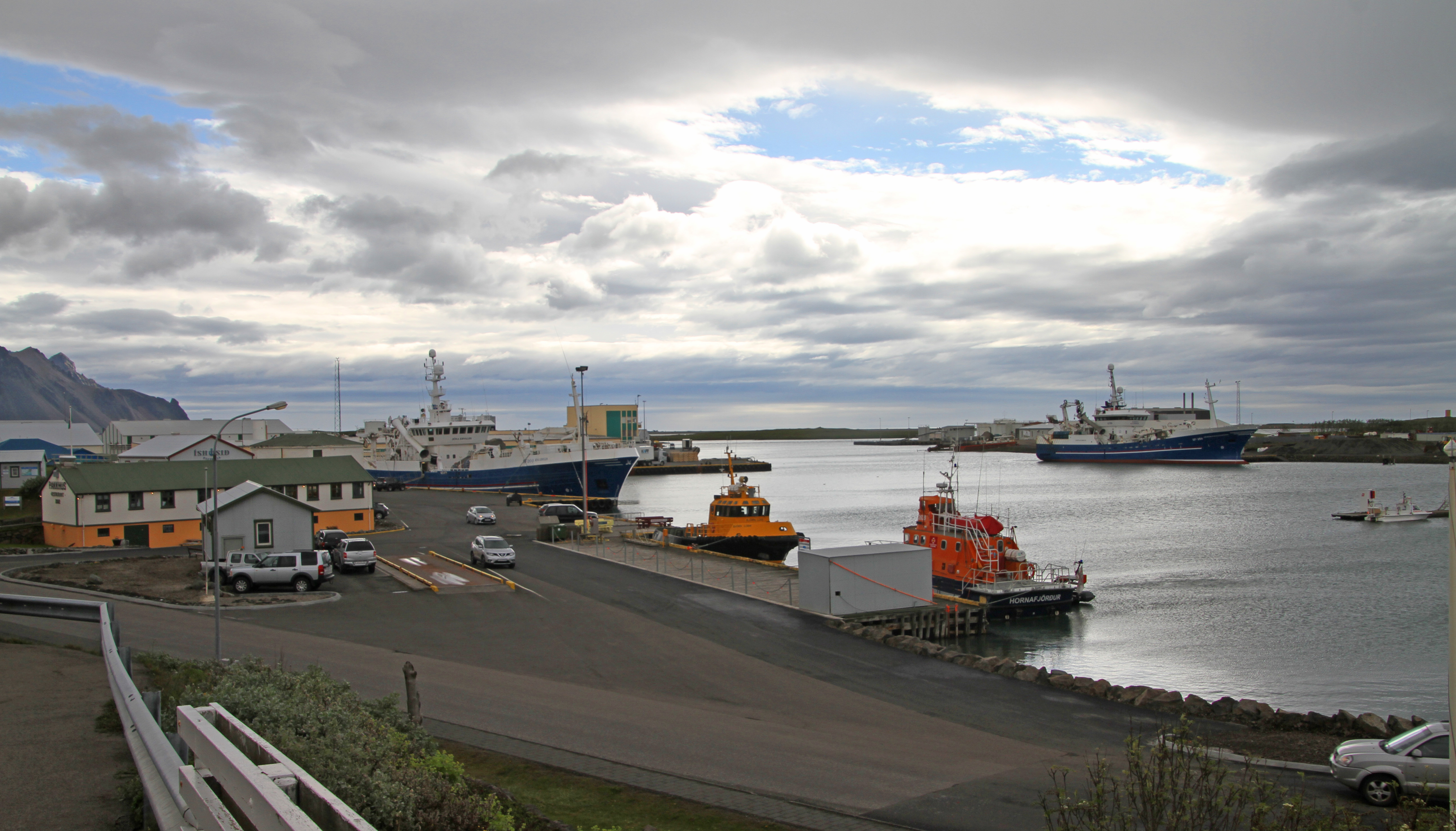
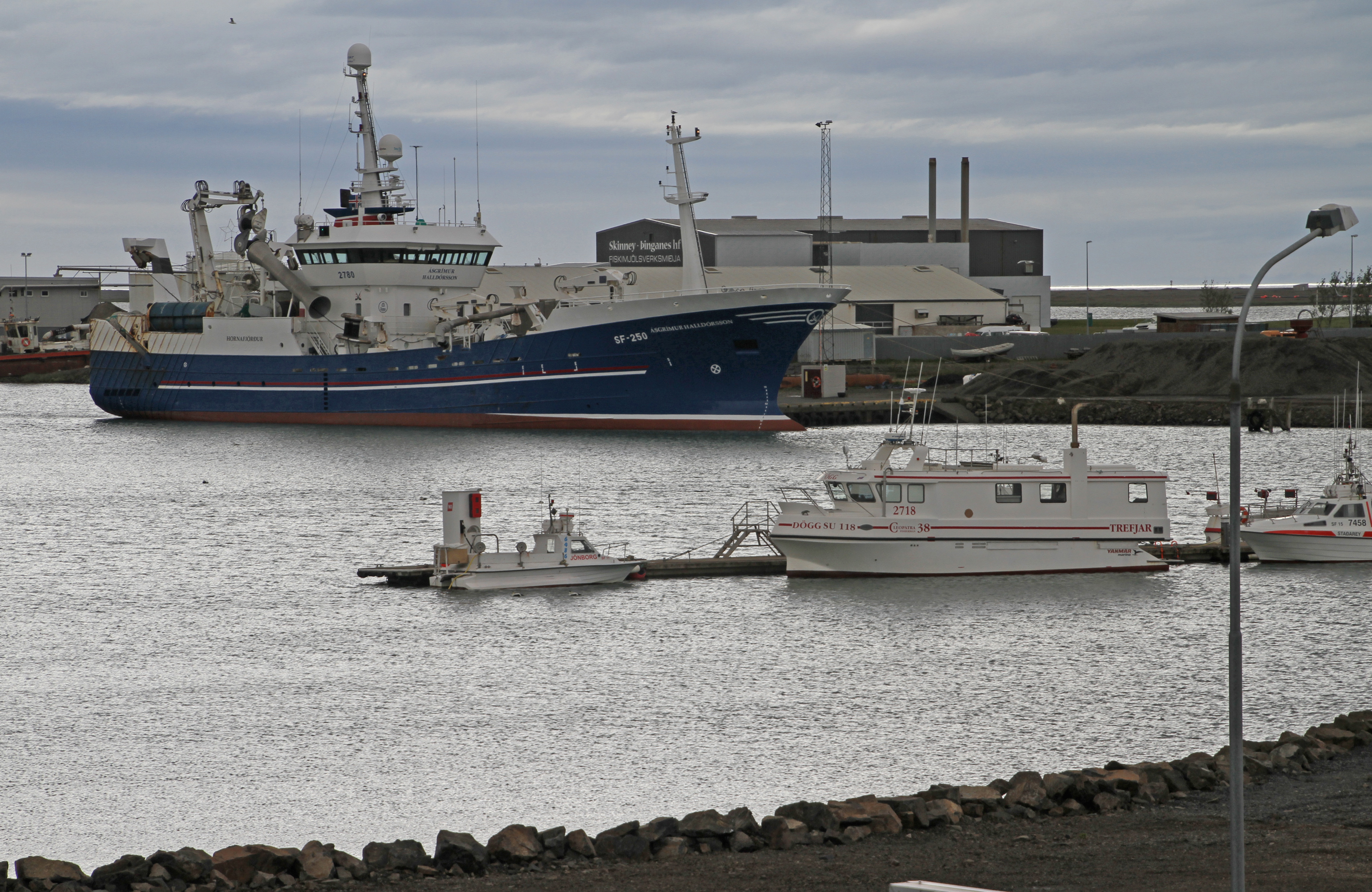
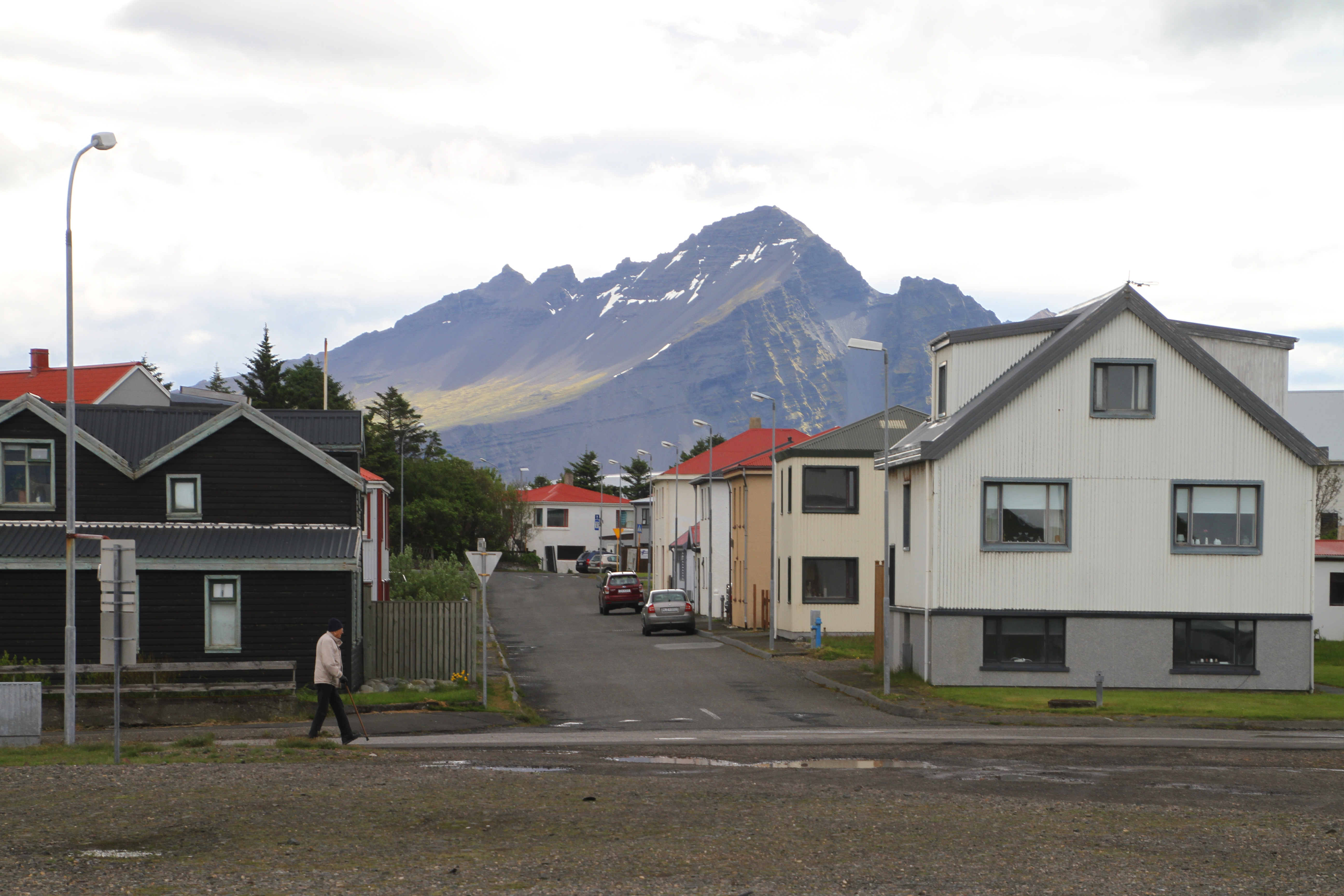
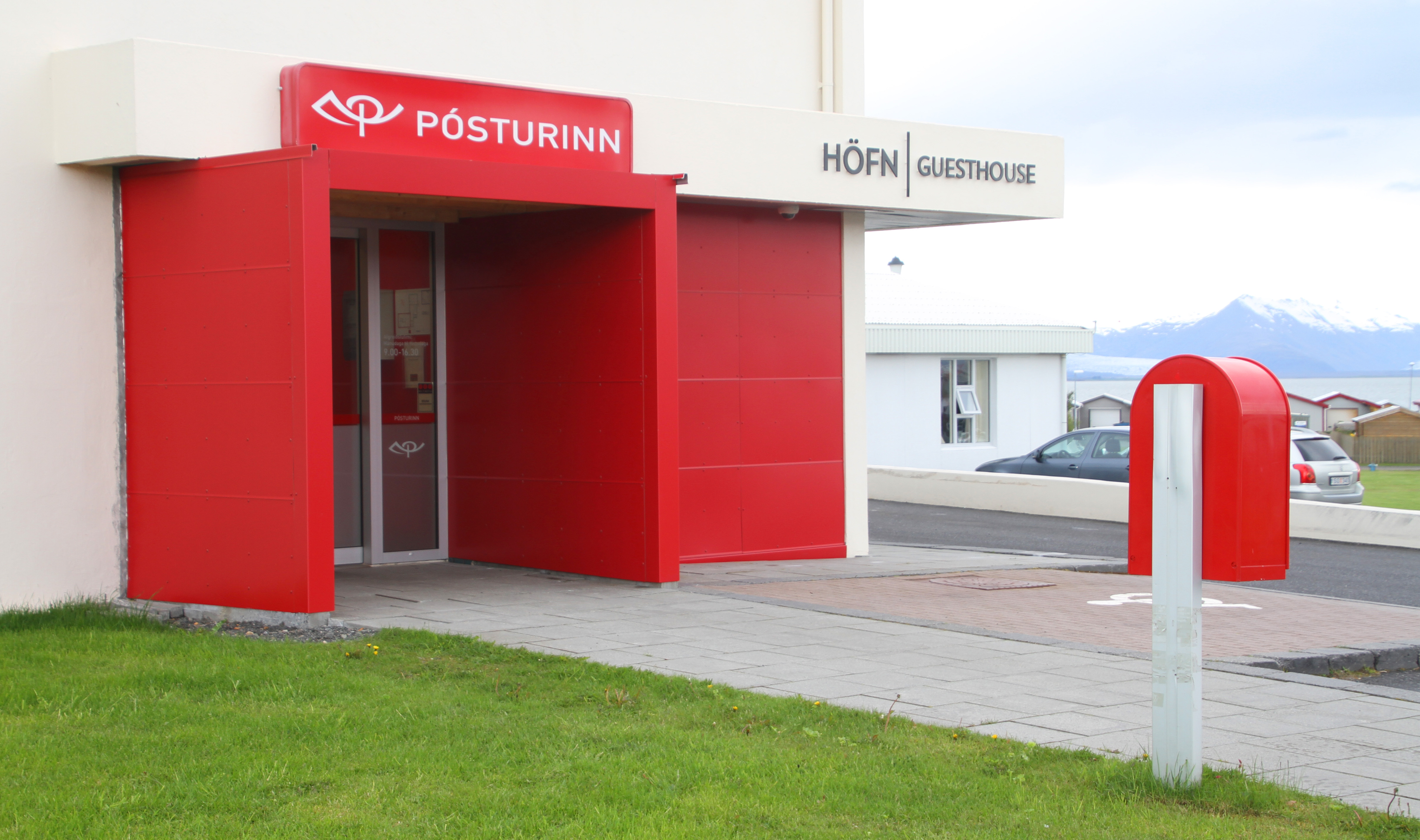
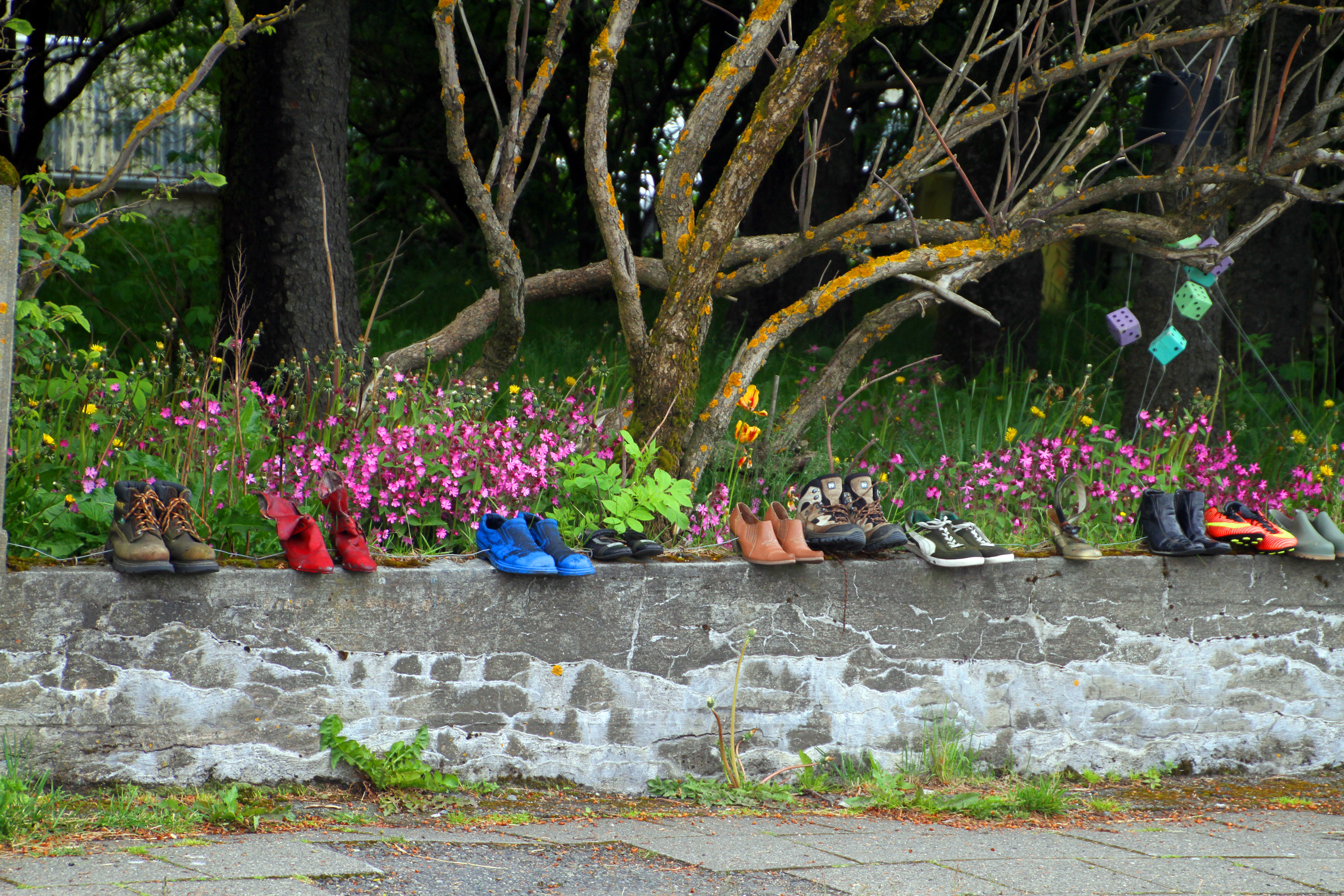
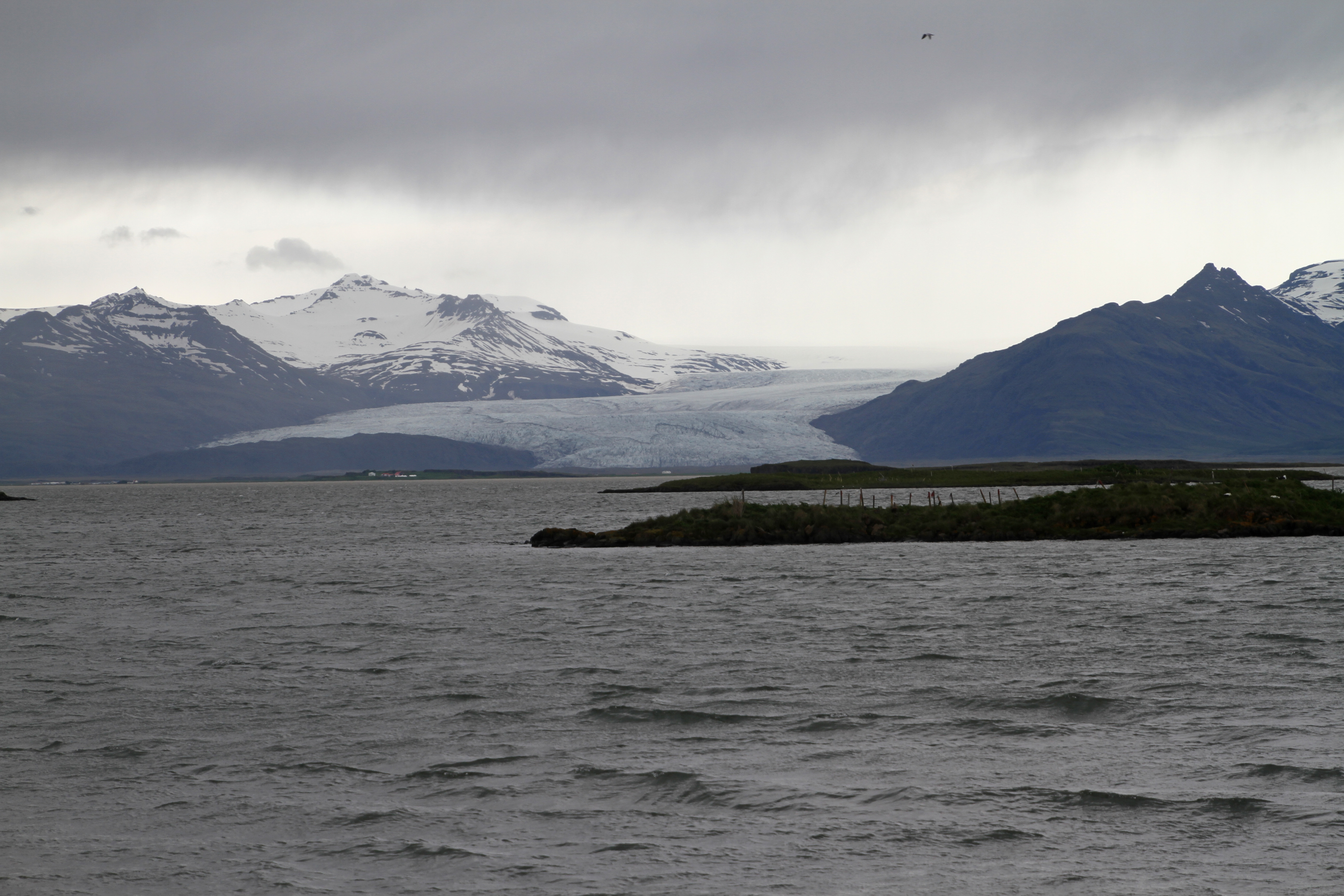
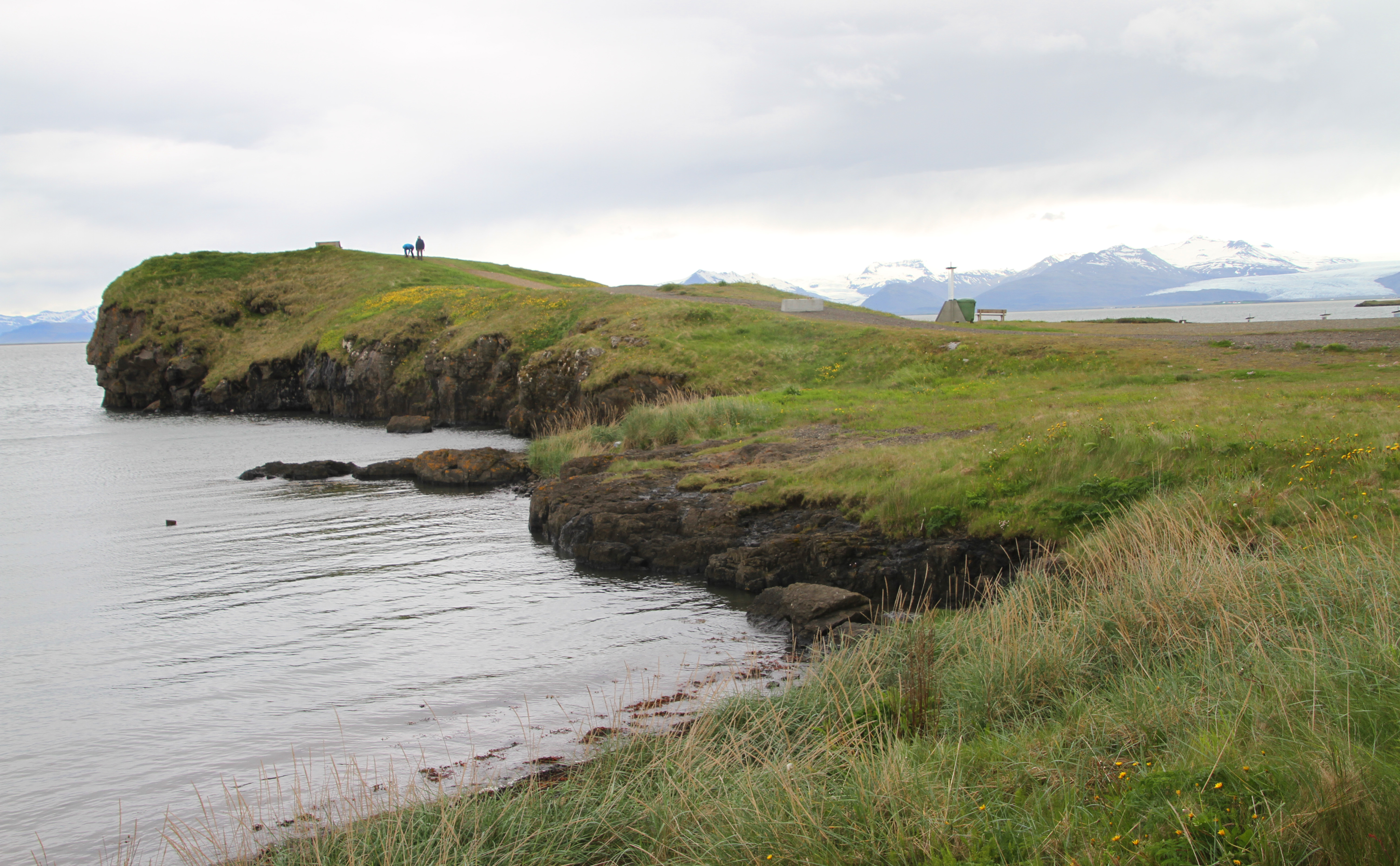
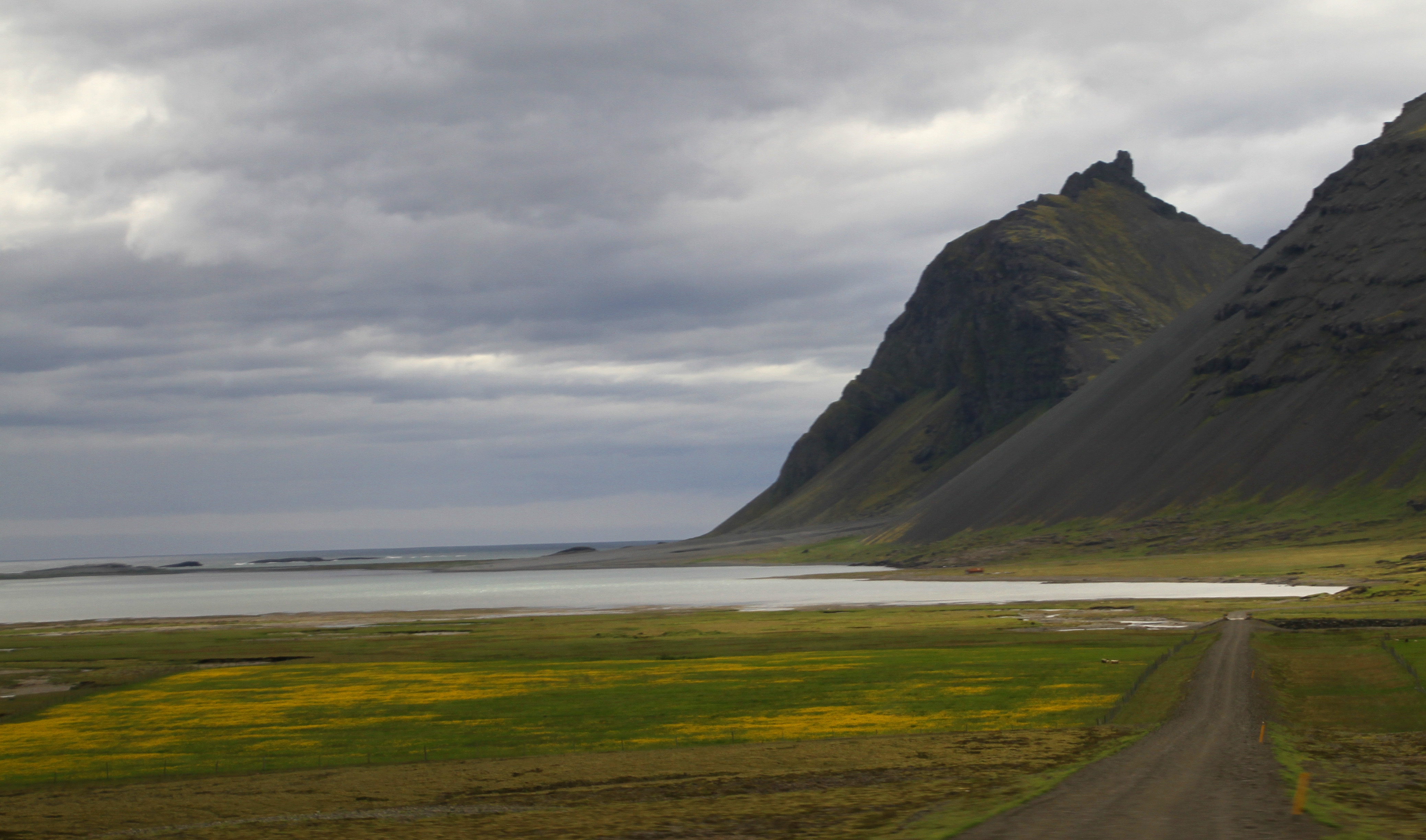
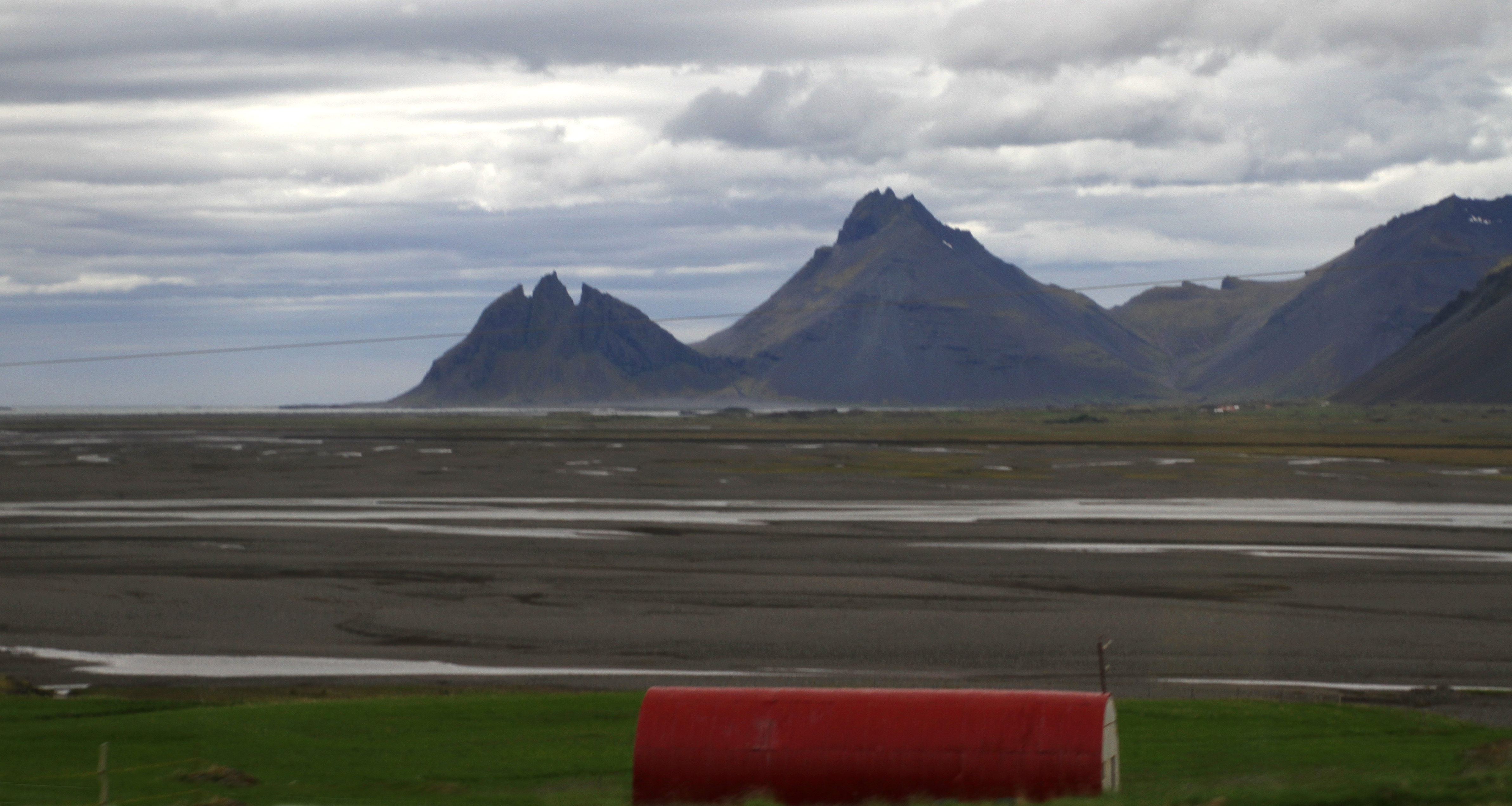